# Zoighe
Die Wüstung Zoighe befindet sich im Gebiet der Stadt und Landgemeinde Dingelstädt im Landkreis Eichsfeld in Thüringen.

## Lage
Der ehemalige Ort befand sich etwa einen Kilometer südwestlich von Bickenriede auf der Ostabdachung des Oberen Eichsfeldes am südöstlichen Rand des Eichsfeldes. Auf einer Höhenlage von etwa 340 m Höhe stand dem Ort wohl keine Quelle oder Bachlauf zur Verfügung, ob der in einer Senke verlaufende Graben im Mittelalter Wasser führte, ist nicht bekannt. Unmittelbar südlich befindet sich ein weiterer Graben, der Spittelsgraben, und dahinter verläuft der Mühlhäuser Landgraben. Westlich grenzt ein kleines Wäldchen, das Eichholz, an die Wüstungsstelle, dahinter befindet sich der Wilhelmswald. Die ehemalige Landesstraße 2035 von Bickenriede nach Struth führte südlich am Ort vorbei.

## Geschichte der Siedlung
Von dem Dorf Zoighe gibt es nur eine schriftliche Erwähnung aus dem Jahr 1317. Damals verkaufte Heinrich von Tastungen eine Hufe in campetis quodam ville dicti zöghe mit einem kleinen Wald (Eichholz) an das Kloster Anrode. Vermutlich nicht lange Zeit danach fiel der Ort wüst. Die Bewohner zogen nach Bickenriede und bewirtschafteten die Ländereien von dort weiter, wo man bis zur Separation im 19. Jahrhundert die Gemarkung noch nachweisen konnte.
Reste von Gebäuden lassen sich nicht mehr nachweisen, gefunden wurden aber zahlreiche Bruchstücke von Keramikscherben, Hohlziegeln und Ofenkacheln, die eine Besiedlung ab dem 12. Jahrhundert vermuten lassen.

## Archäologische Funde in der Umgebung
Das ehemalige Dorf lag an einer Gabelung zweier Wege, die von Bickenriede und vom Kloster Anrode kommend hier kreuzten. In Bickenriede gab es eine mittelalterliche Dorfbefestigung, das Tor am Weg in Richtung Zoighe hieß Zietor.  Ein weiterer Weg führte weiter in Richtung Süden zum Mühlhäuser Landgraben. Dort stand ein Wartturm, der sogenannte Ziegenturm, von welchen keine baulichen Reste mehr vorhanden sind. Der Name des Turmes wurde vermutlich vom Dorfnamen abgeleitet. Erbaut wurde er 1417 mit einem Durchmesser von 31 m (außen) und 17 m (innen). Vor dem umlaufende Graben war noch ein Außenwall, der mit dem Hauptwall des Mühlhäuser  Landgrabens verbunden war. Im Bauernkrieg wurde die Warte zerstört, anschließend wieder aufgebaut. Ende des 16. Jahrhunderts war der Turm nicht mehr besetzt und wurde schließlich 1711 abgebrochen.
Ein vierter Weg, der Wahlweg oder Wallweg, führte in den heutigen Wilhelmswald, welcher erst im 19. Jahrhundert angepflanzt wurde. Der Name Wahlweg deutet bereits auf eine ehemalige Wallburg hin. Am östlichen Rand des Wilhelmswaldes ist eine hochmittelalterliche Wallburg oder Burgstelle nachweisbar. Die Anlage hat einen Durchmesser von etwa 40 Metern, mit einem nur noch flachen Wall und Graben und einer Innenfläche von neun Metern. Vorgelagert ist noch ein weiterer Wall, in Richtung Zoighe könnte sich der Zugang zur Burg befunden haben. Archäologische Funde wurden bisher nicht gemacht, auch fehlen urkundliche Nachweise. Inwieweit die Burg mit dem nur einen Kilometer entfernten Dorf in Verbindung stand, ist nicht bekannt, ebenso welche Besitzer sie hatte. Folgende Adelsfamilien waren in der unmittelbaren Umgebung begütert: die Kämmerer von Mühlhausen, die Grafen von Gleichen und die Familie von Tastungen.